# Hanok
Hanok (korejsky 한옥; název v Jižní Koreji) nebo čosončip (조선집; jméno v Severní Koreji a pro Korejce v Jen-pien, v Číně) je tradiční korejský dům. Poprvé byl navržen a postaven ve 14. století během Dynastie Čoson.
Korejská architektura bere v potaz umístění domu ve vztahu k jeho okolí dle principu baesanimsu (배산임수).Tento princip se zakládá na tom, že ideální dům je postaven s horou vzadu a řekou vepředu. Je nutno podotknout, že tvary hanoku se liší dle regionu. V chladných severních oblastech Koreje se hanok staví ve tvaru čtverce s nádvořím uprostřed, aby lépe udržel teplo. Na jihu jsou hanoky otevřenější, ve tvaru písmene L.

## Historie

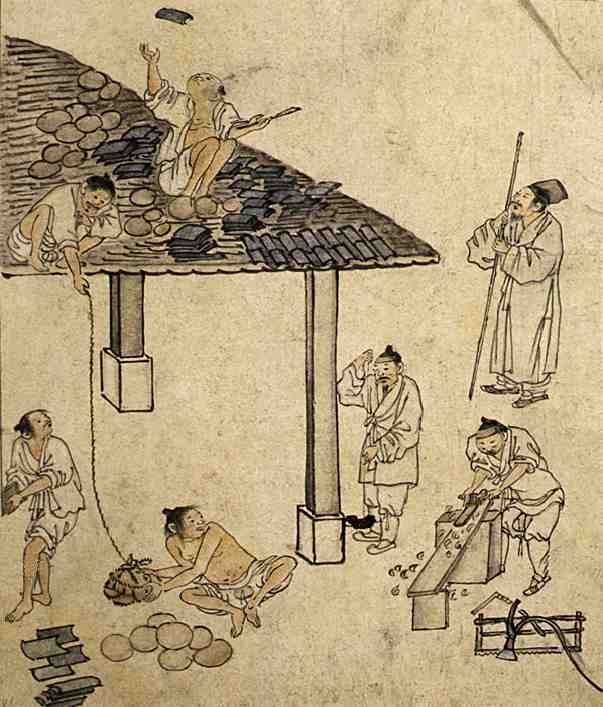
Giwa (기와), autorem je Danwon

### Raná historie
Paleolitičtí lidé na Korejském poloostrově nejspíš obsazovali jeskyně nebo si stavěli dočasné domy. V neolitu se dočasné domy vyvinuly ve vykopávané chýše. Jednalo se o lopatou vykopanou díru do země, nad kterou následně postavili malý dům pomocí krokví a sloupů ze dřeva. Střecha byla obvykle slámová. V době bronzové se začalo při výstavbě domu používat více sloupů, takže obytná plocha byla oproti raným domům značně rozšířena. V době železné se v hanoku objevilo podlahové topení ondol ( 온돌 ,溫堗) a začaly se také používat střešní tašky giwa ( 기와 ), které byly vyrobeny z pálené hlíny. Použitím těchto střešních tašek byl dosažen specifický tvar hanoku.

### Doba osvícení
Během doby osvícenství začalo mnoho cizinců navštěvovat Korejský poloostrov. V důsledku toho se začal Koreou šířit protestantismus, anglikanismus a katolicismus. Jeden z kostelů využívající styl hanoku se nachází v Čchongdžu, v provincii Severní Čchungčchong.
Jižní Korea

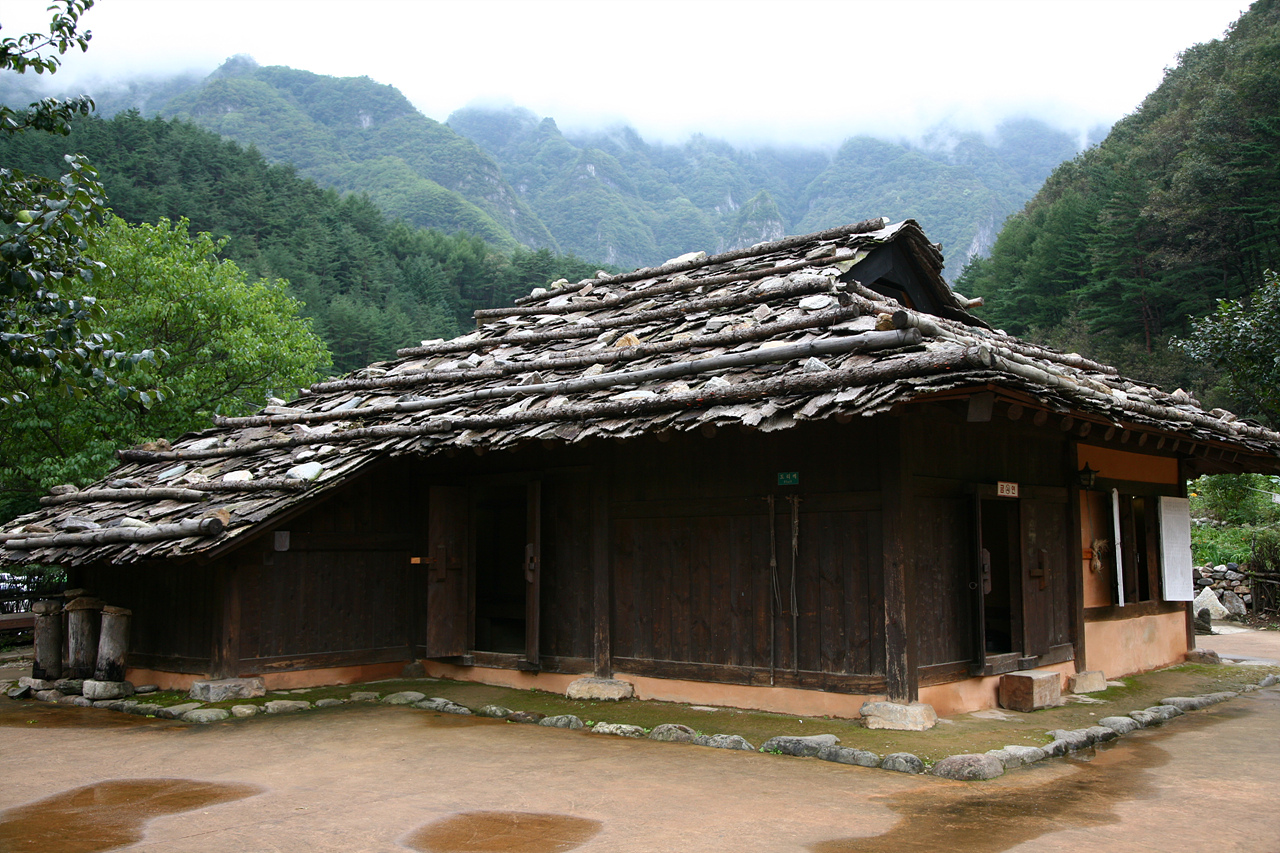
Tradiční korejský šindelový dům, Nowačip nebo Kulpičip (굴피집) v provincii Kangwon

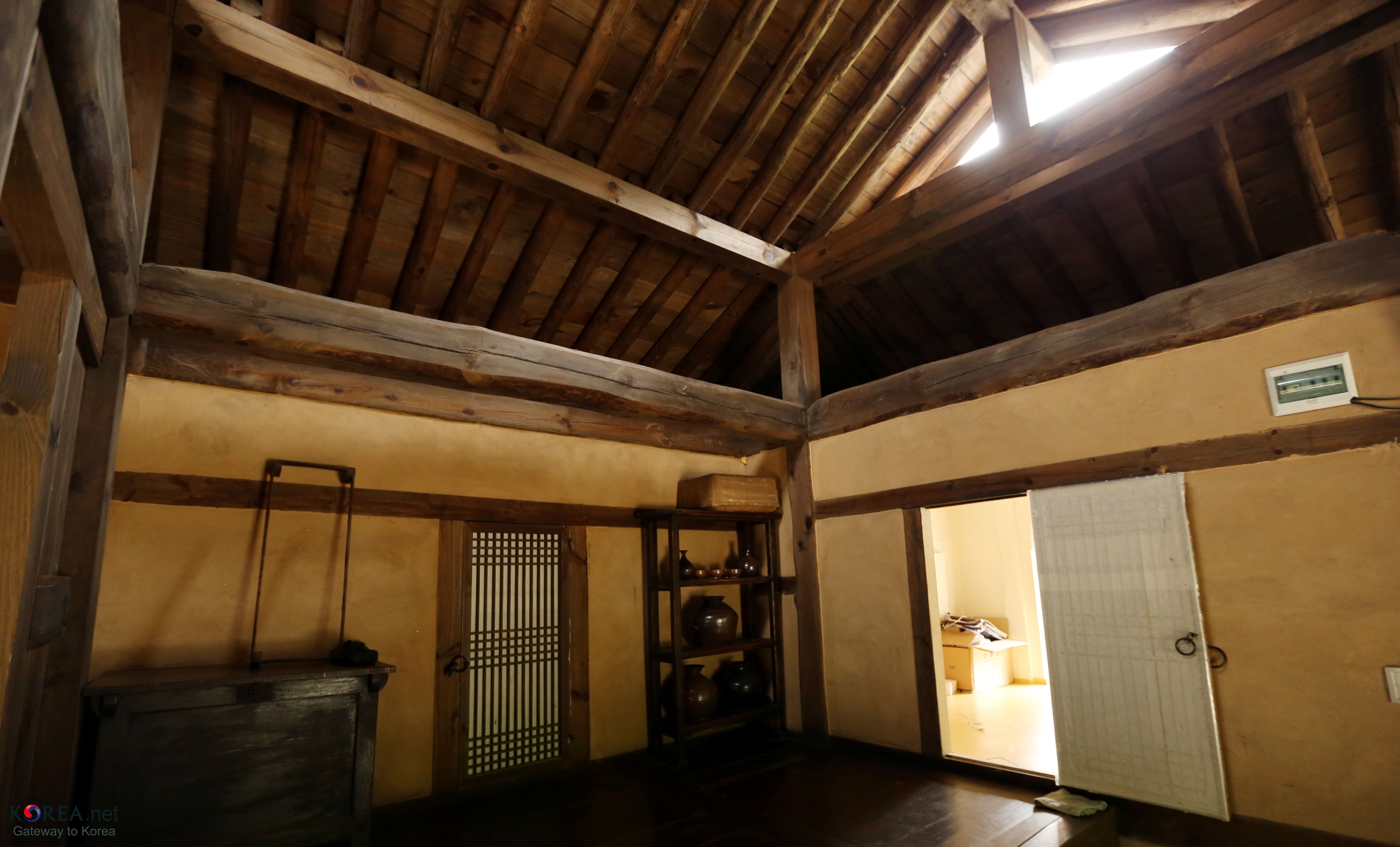
Interiér tradičního domu v okrese Čongson, provincie Kangwon

Po devastaci země korejskou válkou vznikla poptávka po levném bydlení pro lidi, kteří kvůli válce ztratili střechu nad hlavou. V období těsně po válce bylo zdemolováno několik historicky hodnotných hanoků a ve větších městech Jižní Koreje jich zůstaly jen malé shluky. V dnešní době jsou některá vlaková nádraží ovlivněna tradičním designem hanok (například stanice Čondžu ).

### Severní Korea
V Kesongu tradiční hanok zůstal a hraje roli turistické atrakce.

### Čína
Hanok můžeme také nalézt na severovýchodě Číny.

## Charakteristika

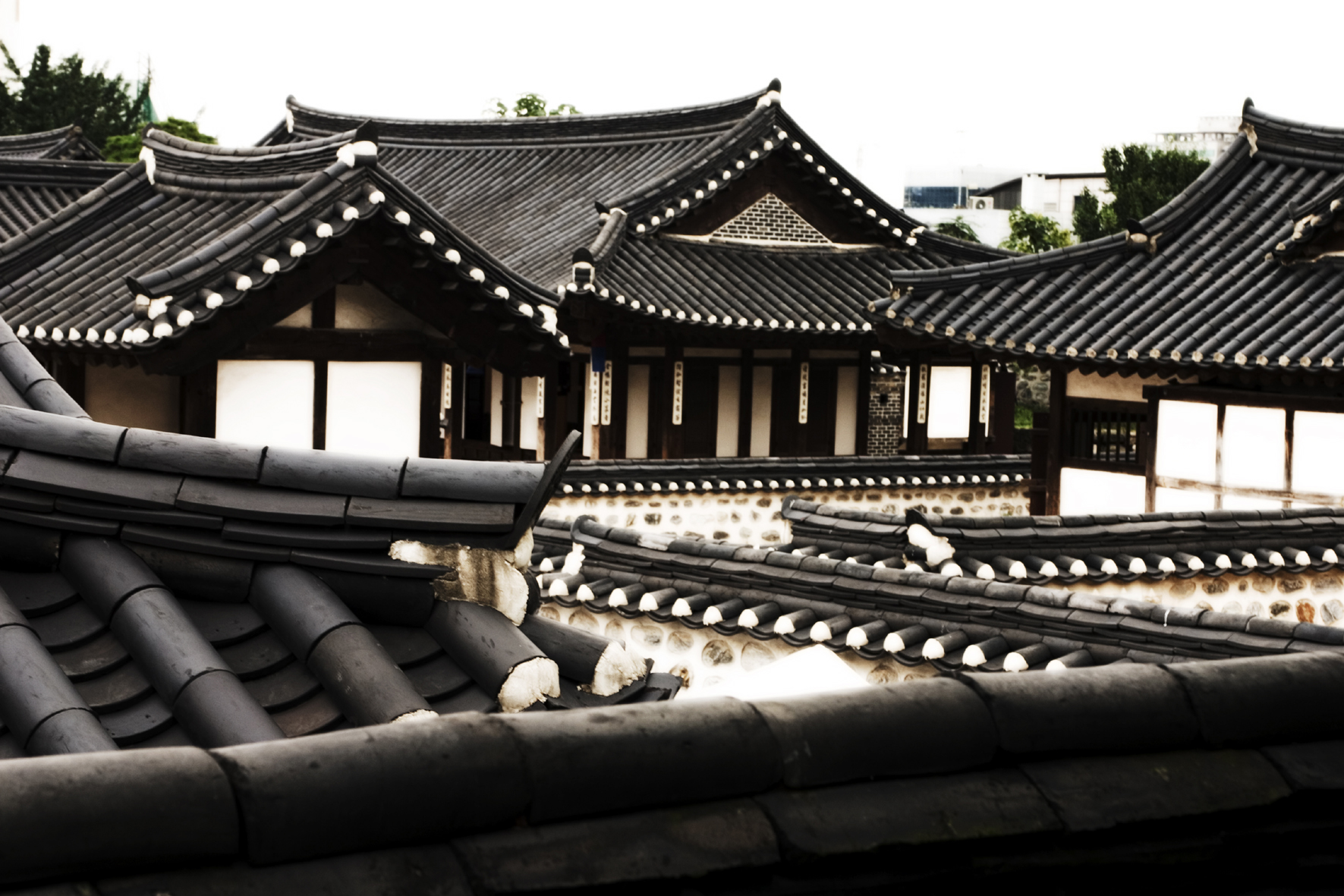
Hanok v Soulu

Díky svému uspořádání a použitým stavebním materiálům může být tradiční korejský dům označen za šetrný k životnímu prostředí.
Při designu hanoku bylo nutné vzít v potaz typická korejská horká léta a studené zimy. Proto byl již dávno navržen systém podlahového vytápění ondol a chladná hala s dřevěnou podlahou dečchong. Obojí je součást speciálního designu, který v domě uchovává v létě chlad a v zimě teplo. Tyto rané typy vytápění a klimatizace byly tak účinné, že se v mnoha domácnostech používají i v moderní době.
Dalším charakteristickým rysem hanoku jsou sloupky dedulbo, které nejsou vloženy přímo do země, ale jsou osazeny do základních kamenů. Díky nim je dům v bezpečí před zemětřesením.

## Materiály

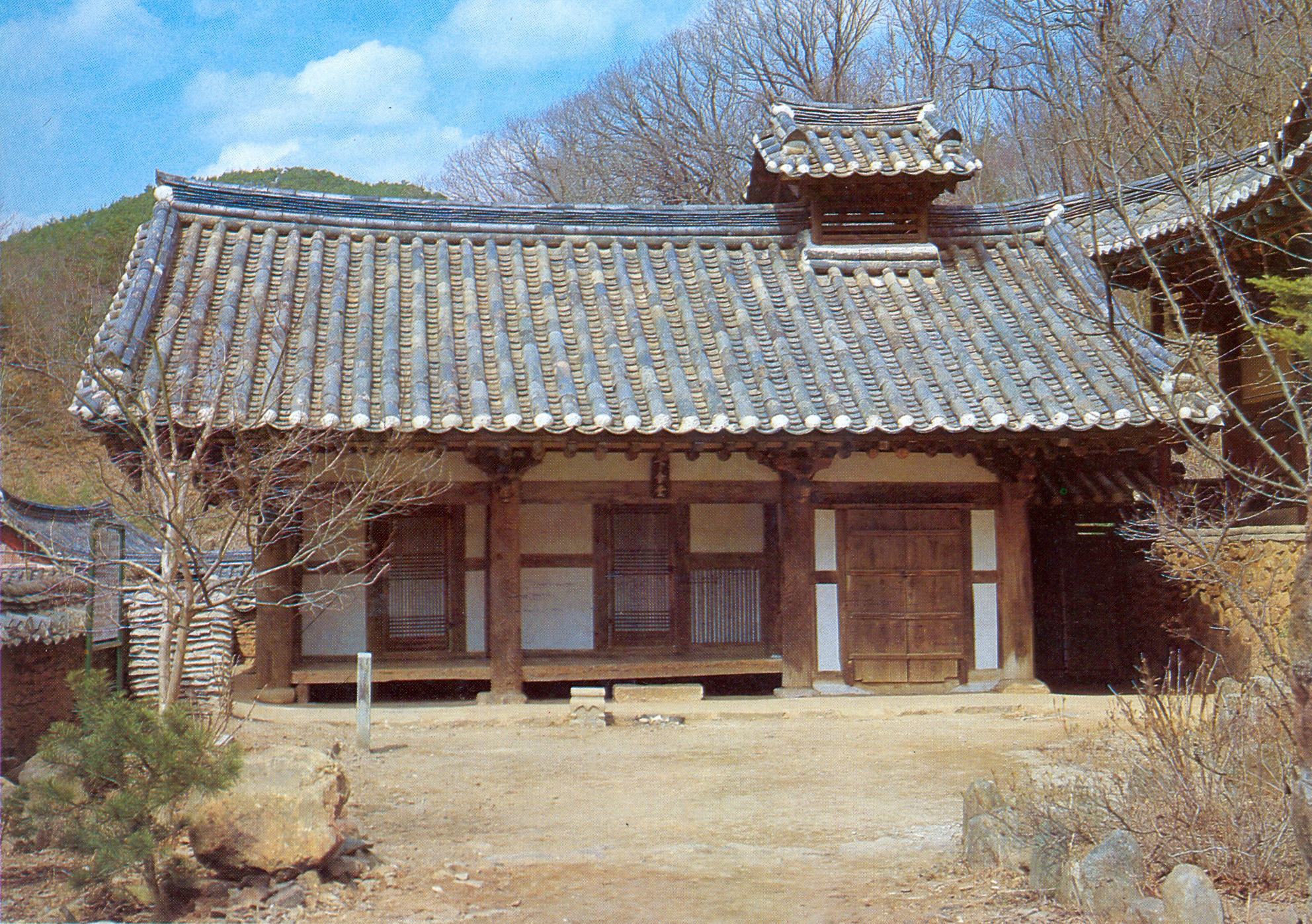
Hasadang Hall (postaven 1461) se nachází v Sunčchon, provincie Jižní Čolla

Ve výstavbě hanoku se používají přírodní, rozložitelné materiály jako hlína, dřevo a kámen. Konstrukce domu se skládá z kamenných bloků a dřevěných trámů. Taškové střechy ( 기와, giwa ) mají obvykle zakřivený tvar, který se nazývá čoma. Délka čoma může být upravena tak, aby díky ní bylo možné ovládat množství slunečního světla, které vstupuje do domu. K výrobě prodyšných oken a dveří se využívá druh tradičního korejského papíru (한지, handži ), který je mazaný fazolovým olejem, díky čemuž je voděodolný.

## Variace

### Podle regionu

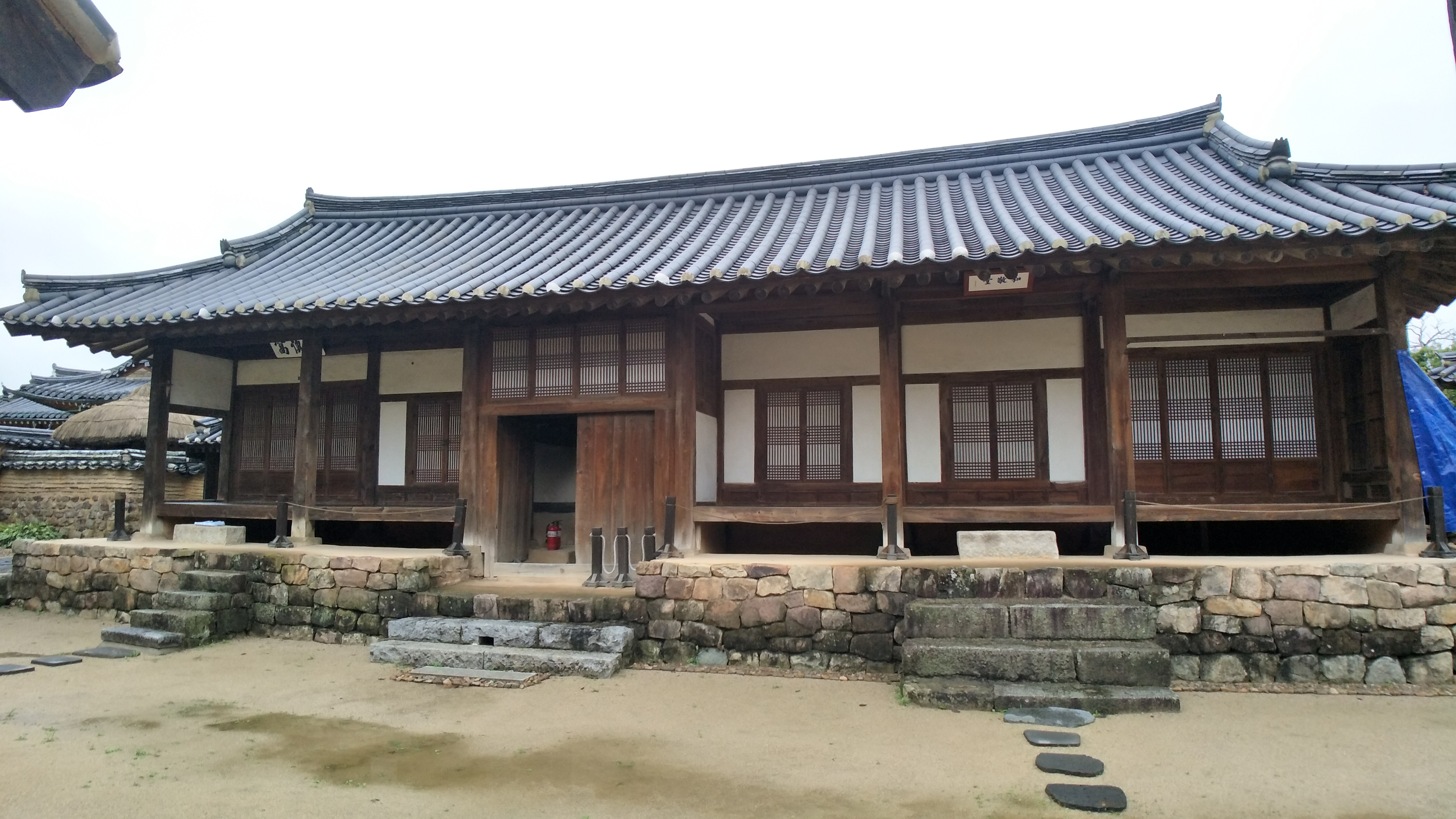
Bukčchondek, který se nachází v Andongu, provincie Severní Kjongsang je bývalá rezidence vyšší třídy, původně postavená civilním úředníkem v roce 1797.

Tvary hanoku se liší region od regionu. V jižní oblasti Koreje je kvůli teplejšímu počasí hanok postaven s místnostmi zarovnanými do přímky. V domě se nacházejí otevřené obytné prostory s dřevěnou podlahou a mnoha okny, zabezpečující řádnou cirkulaci vzduchu. V centrální oblasti je nejtypičtější hanok ve tvaru písmena L; jedná se totiž o architektonickou směs tvarů severní a jižní oblasti. Co se týče chladné severní oblasti Koreje, tam má hanok čtvercové uspořádání a běžně se v něm nachází prostor mezi kuchyní a ostatními místnostmi, který je vytápěn ondolem.

### Podle společenské třídy
Uspořádání hanoku je také rozděleno podle sociální třídy. Domy jangbanů (vyšší třída), čunginů (střední třída) a městského prostého obyvatelstva kladly důraz nejen na funkcionalitu domu, ale také na jeho estetiku. Hlavním ukazatelem, do jaké třídy majitel domu patřil, byla především střecha. Domy vyšších tříd se pyšnily taškovou střechou giwa, zatímco domy prostých obyvatel (stejně jako některých zchudlých jangbanů) měly střechu čoga ze spletené rýžové slámy.

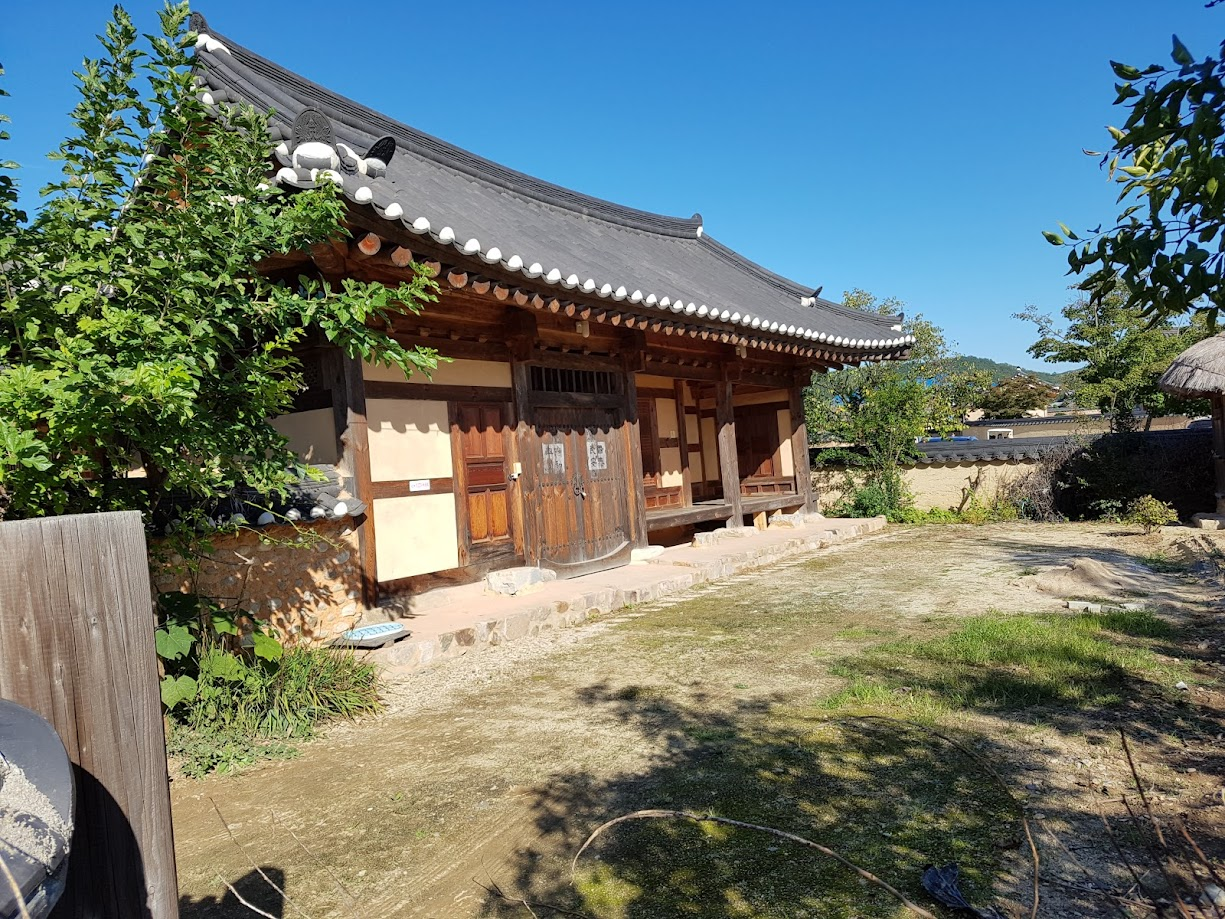
Pohled na Hanok v Haho, Jižní Korea

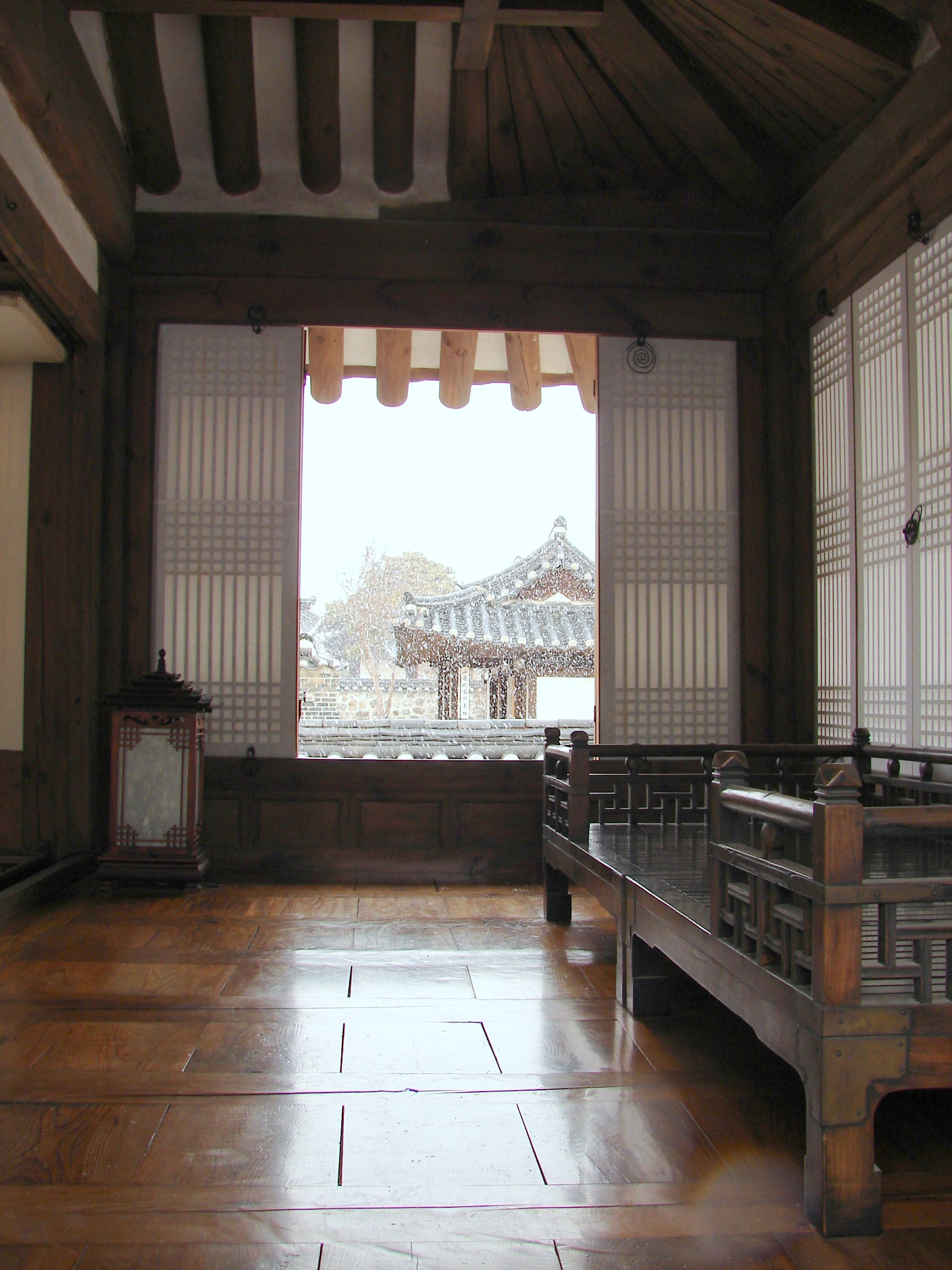
Numaru je tradiční korejská balkónová vyvýšená veranda. Od většího obývacího pokoje se často odlišuje soklem, částečným obestavěním a nízkopodlažním nábytkem.